# Grootvorstendom Moskou
Het vorstendom, later grootvorstendom Moskou (Russisch: Великое княжество Московское, Velikoje knjazjestvo Moskovskoje) was een laat-middeleeuws Russisch vorstendom met als hoofdstad Moskou, en de voorgangerstaat van het vroegmoderne tsaardom Rusland. Het is ook wel bekend als Moskovië en was bijna zijn gehele bestaan een vazal van de Gouden Horde.
Het vorstendom ontstond onder Daniël I, die in 1283 Moskou erfde. Het was als apanage afgesplitst van het vorstendom Vladimir-Soezdal, waar het nominaal onder. Gedurende de gehele 14e eeuw zou het over de titel "Grootvorst van Vladimir" in conflict zijn met de andere takken van het Huis der Joerievichi, met name de Jaroslavichi van het vorstendom Tver en de Konstantinovichi van het vorstendom Nizjni Novgorod-Soezdal. 
Eigenlijk hadden de Daniiovichi van Moskou al vanaf de dood van stamvader Daniël I in 1302 geen recht op de titel, omdat hij nooit grootvorst van Vladimir is geworden en dus zijn afstammelingen illegitiem (izgoi) waren. Maar door samen te werken met de khans van de Gouden Horde, die het sterke Tver als een bedreiging zagen, kreeg de vorst van Moskou in 1318 toch de titel. De Mongolen speelden in hun verdeel en heers-politiek zo de Soezdaalse vorstendommen tegen elkaar uit met de jarlik voor de grootvorstelijke titel als troefkaart.
Toen er echter in de Gouden Horde zelf een successieoorlog uitbrak, bekend als de Grote Troebelen (1359-1381/2), waren er meerdere troonpretendenten die aan rivaliserende Roes' vorsten jarliks uit liepen te delen. De ene khan benoemde Moskou, de andere Novgorod-Soezdal en tussendoor bood een derde khan de grootvorstentitel aan Tver aan. Uiteindelijk versloeg Tochtamysj de krijgsheer Mamai, brandde in 1382 Moskou plat en werd daarmee de nieuwe onbetwiste khan van de Gouden Horde en de onderworpen Roes' vorstendommen.
Later veroverde Moskovië de republiek Novgorod (1478) en het vorstendom Tver (1485). 
Moskou bleef tot 1480 een vazal van de Gouden Horde. Ivan III versterkte tijdens zijn 43-jarige regering het vorstendom verder. Hij vocht tegen de grote rivaliserende macht, het grootvorstendom Litouwen, en in 1503 had hij het grondgebied van Moskou verdrievoudigd. Door zijn huwelijk met de nicht van de laatste Byzantijnse keizer vestigde hij Moskou als de opvolger van het Romeinse Rijk, het Derde Rome. Ivan maakte aanspraak op de titel "Heerser van alle Roes". 
Ivan's opvolger Vasili III veroverde in 1512 Smolensk op Litouwen, waarbij de grens van het vorstendom de Dnjepr bereikte. Vasili's zoon Ivan IV werd in 1547 gekroond tot eerste tsaar van Rusland. Vanaf hier spreekt men dan ook verder over het tsaardom Rusland.

## Geschiedenis
Toen de Mongolen de landen van het Kievse Rijk binnenvielen, was Moskou nog een onbelangrijke handelspost in het vorstendom Vladimir-Soezdal. Hoewel de Mongolen Moskou in de winter van 1238 afbrandden, en in 1293 plunderden, bood de afgelegen bosrijke locatie toch enige bescherming. Tevens bood een aantal rivieren toegang tot Oostzee, Zwarte Zee en Kaukasus.
De eerste heerser van Moskou, Daniël I (1261-1303), was de jongste zoon van Alexander Nevski van Vladimir-Soezdal. Hij begon zijn vorstendom uit te breiden met de annexatie van Kolomna en het zeker stellen van Pereslavl-Zalesski voor zijn familie. Daniël's zoon Joeri beheerste het volledige bekken van de Moskva en breidde in het westen uit door het veroveren van Mozjajsk. Hij sloot een verbond met de soeverein van de vorstendommen der Roes, Uzbeg Khan van de Gouden Horde, en trouwde met diens zus. Van de khan kreeg hij de titel van grootvorst van Vladimir-Soezdal, een positie die hem in staat stelde zich in de zaken van de Republiek Novgorod te mengen.
Door nauw samen te werken met de Gouden Horde en de tribuut en belastingen van andere vorstendommen te verzamelen, slaagde Joeri's opvolger, Ivan I (r. 1325-1340), erin de titel van grootvorst te behouden. Hierdoor verkreeg hij het regionale overwicht, met name over de belangrijkste rivaal van Moskou, het vorstendom Tver, dat in 1327 in opstand kwam tegen de Horde. De opstand werd onderworpen door de gezamenlijke krachten van de Horde en Moskou. Ivan stond bekend als de rijkste persoon in Roes, zoals zijn bijnaam Kalita ("geldzak") getuigt. Hij gebruikte zijn schatten om land te kopen van andere vorstendommen en voor de bouw van stenen kerken. In 1327 verplaatste de Orthodoxe metropoliet Peter zijn woonplaats van Kiev naar Vladimir en daarna naar Moskou, een verdere versterking van het prestige van het nieuwe vorstendom.

### Dmitri Donskoj

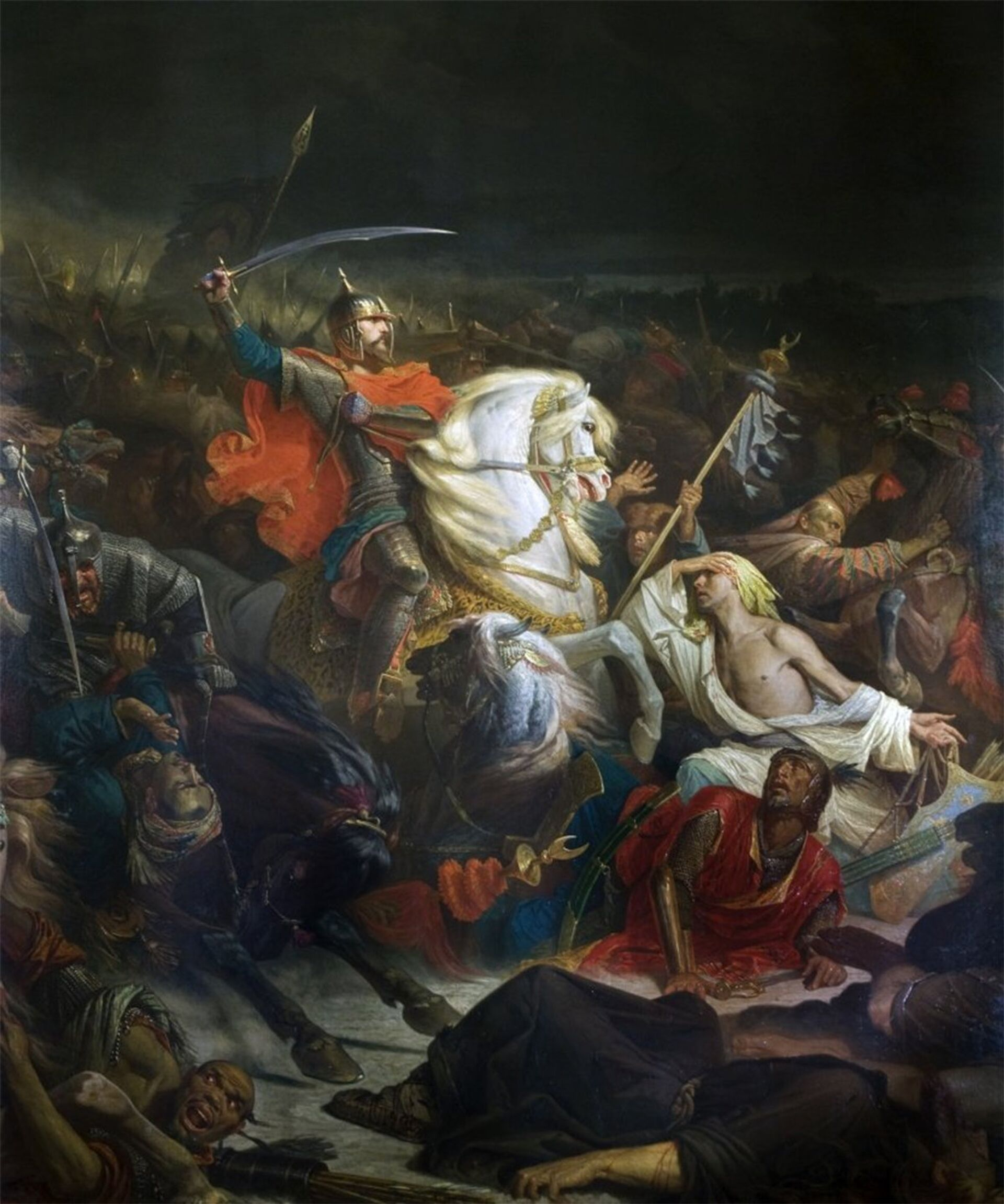
Dmitri Donskoj in de Slag op het Koelikovo-veld

Ivan's opvolgers zetten het "verzamelen van de landen der Roes" voort. Hierbij raakten ze in conflict met het groeiende Grootvorstendom Litouwen. Algirdas van Litouwen verbond zich door huwelijk met Tver. Hij ondernam drie expedities tegen Moskou (1368, 1370, 1372), maar was niet in staat de stad in te nemen. De belangrijkste twistappel tussen Moskou en Vilnius was de grote stad Smolensk.
In de jaren 1350 werden het land en de koninklijke familie getroffen door de Zwarte Dood. Dmitri Ivanovitsj was negen jaar oud toen zijn ouders stierven, en de titel van groothertog kwam in de handen van zijn verre verwant, Dmitri van Soezdal. 
Opgeleid door de metropoliet Alexis, presenteerde Dmitri zich als de voorvechter van de Orthodoxie en slaagde erin om de vorstendommen van Roes te verenigen in zijn strijd tegen de Horde. Hij daagde het gezag van de khan uit, en versloeg zijn commandant Mamai in de Slag op het Koelikovo-veld (1380). De overwinning zou op korte termijn geen voordelen opleveren. In 1382 plunderde Tochtamysj Moskou om zijn gezag over zijn vazal, de grootvorst, te bevestigen.
Desondanks werd Dmitri een nationale held, en vergrootte de overwinning op het Koelikovo-veld het zelfvertrouwen. In 1389 ging de troon aan zijn zoon Vasili I, zonder aan de khan goedkeuring te vragen.

### Vasili I en Vasili II
Vasili I (r. 1389-1425) zette het beleid van zijn vader voort. Nadat de Horde door Timoer Lenk werd aangevallen betaalde hij geen schatting meer aan de khan. Na Edigü's inval in het vorstendom in 1408 werd hij echter gedwongen tot een meer verzoenende beleid. Getrouwd met de enige dochter van grootvorst Vytautas van Litouwen, probeerde hij openlijke conflicten met zijn machtige schoonvader te vermijden, zelfs toen deze Smolensk veroverde. De vreedzame jaren van zijn lange bewind werden gekenmerkt door een voortdurende uitbreiding naar het oosten (annexatie van Nizjni Novgorod en Soezdal in 1392) en het noorden (annexatie van Vologda, Veliki Oestjoeg en Perm-Vytsjegda in 1398). Nizjni Novgorod werd door de khan als beloning voor de Moskouse hulp tegen een rivaal geschonken.
De hervormingen van de monnik Sergius leidden tot een culturele opleving, geïllustreerd door de iconen en fresco's van de monnik Andrej Roebljov. Honderden kloosters werden door discipelen van Sergius gesticht, in verre en onherbergzame bestemmingen zoals Beloozero en de Solovetski-eilanden. Afgezien van hun culturele functie waren deze kloosters grootgrondbezitters, en konden ze de economie van de aangrenzende regio beheersen. In feite diende zij als voorposten van Moskou in de naburige vorstendommen en republieken. Een andere factor die verantwoordelijk was voor de uitbreiding van het grootvorstendom Moskou was de gunstige dynastieke situatie, waarbij elke soeverein door zijn zoon werd opgevolgd, terwijl rivalerende vorstendommen werden geplaagd door dynastieke strijd en in steeds kleinere heerschappijen versplinterden. De enige zijtak van het Huis van Moskou, vertegenwoordigd door Vladimir van Serpoechov en zijn nakomelingen, werd stevig verankerd aan het vorstendom Moskou.
Deze situatie veranderde met de troonsbestijging van Vasili II (r. 1425-62). Het duurde niet lang of zijn oom, Joeri van Zvenigorod, begon zijn aanspraken op de troon en de Kroon van Monomach te vorderen. Een bitter familieconflict brak uit en verscheurde het land tijdens de gehele regeerperiode. Na de dood van Joeri in 1432 werden diens vorderingen overgenomen door zijn zonen, Vasil Kosoj en Dmitri Sjemjaka, die de Moskovische Successieoorlog tot ver in de jaren 1450 verder voerden. Hoewel hij bij verschillende gelegenheden uit Moskou werd verdreven, door Olug Moxammat van Kazan gevangen werd genomen, en in 1446 verblind, slaagde Vasili II er uiteindelijk in te triomferen over zijn vijanden en de troon aan zijn zoon na te laten. Op zijn aandringen werd een inheemse bisschop tot Metropoliet van Moskou verkozen, hetgeen neerkwam op een onafhankelijkheidsverklaring van de Russisch-orthodoxe Kerk van de patriarch van Constantinopel (1448).

### Ivan III

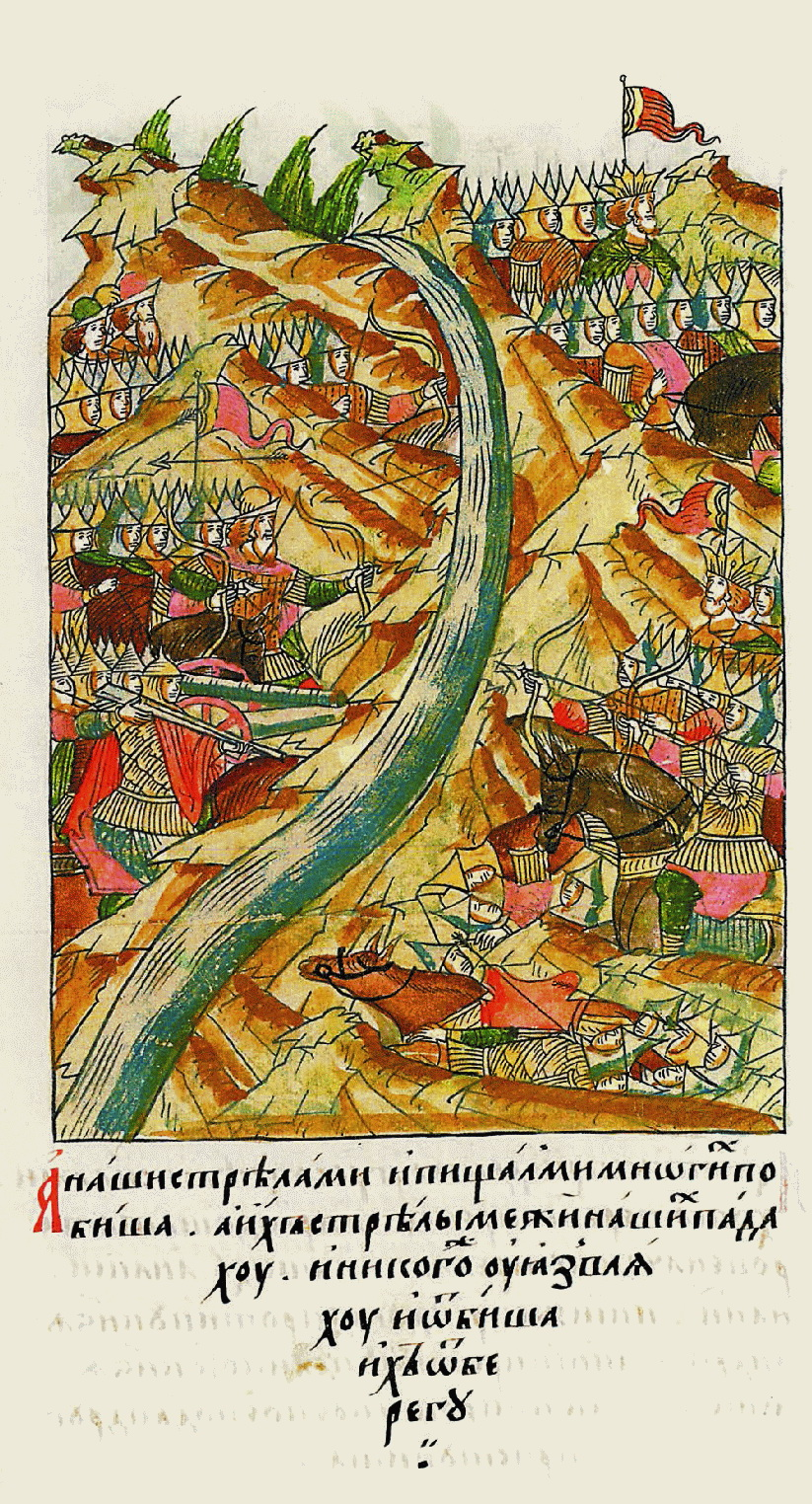
de Confrontatie bij de Oegra

De territoriale uitbreiding van het vorstendom in de 14e en 15e eeuw werd vergezeld door een interne consolidatie. Tegen de 15e eeuw beschouwden de vorsten van Moskou zich als heersers over het gehele gebied van de Roes. Diverse semi-onafhankelijke vorsten van het geslacht der Ruriken heersten nog over specifieke gebieden, maar Ivan III (r. 1462-1505) dwong deze mindere vorsten om de grootvorst van Moskou en zijn nakomelingen te erkennen als onbetwiste heersers met controle op de militaire, juridische, en buitenlandse zaken.
Moskou verkreeg de volledige soevereiniteit over een aanzienlijk deel van de Oost-Slavische landen in 1480, toen de heerschappij van de Gouden Horde na de Confrontatie bij de Oegra definitief eindigde. Aan het begin van de 16e eeuw waren een groot deel van de landen der Roes verenigd, met inbegrip van Novgorod (1478) en Tver (1485). Door erfopvolging was Ivan in staat om het belangrijke vorstendom Rjazan te beheersen, en de vorsten van Rostov en Jaroslavl onderwierpen zich aan hem. Pskov bleef voorlopig onafhankelijk, tot Ivan's zoon Vasili III (r. 1505-1533) het later veroverde.
Na consolidatie van het Russische kerngebied onder zijn heerschappij, werd Ivan III de eerste heerser van Moskou die zichzelf tsaar en "Heerser van alle Roes" noemde. Ivan streed met zijn machtige westelijke rivaal Litouwen om de controle over een deel van de semi-onafhankelijke voormalige vorstendommen van het voormalige Kievse Rijk aan de bovenlopen van de Dnjepr en Donets. Door het overlopen van de Boven-Okavorstendommen, en een lange oorlog met Litouwen die pas in 1503 eindigde, was Ivan III in staat om zijn macht naar het westen uit te breiden, en het grondgebied van het vorstendom te verdrievoudigen.
Hoewel het tijdperk van het tsaardom Rusland officieel begon met Ivan IV, de eerste monarch die tot tsaar van Rusland werd gekroond, begon het in de praktijk al met Ivan III, die de centralisatie van de staat (van oudsher bekend als het "verzamelen van de landen der Roes") afrondde.